# Distrito Tacuaras
Tacuaras es un distrito argentino del departamento La Paz, perteneciente a la provincia de Entre Ríos.

## Historia
Hacia finales del siglo XIX, el distrito, ya por entonces perteneciente al departamento La Paz, tenía contabilizada una población de 2558 habitantes. Aparece descrito en el Diccionario geográfico argentino de Francisco Latzina con las siguientes palabras:

Tacuaras, 1) distrito del departamento La Paz; Entre Ríos. Confina al Norte con la provincia de Corrientes (arroyo Guayquiraró); al Este con los distritos Chañar, Manantiales y Atencio del departamento Feliciano y Federal del departamento Concordia; al Sud con el distrito Estacas, y al Oeste con la margen izquierda del Paraná. Tiene 2.558 habitantes. (10, v, 1895).
(Latzina, 1899, p. 694)